# Trailokya Rajya Lakshmi Devi
Trailokya Rajya Lakshmi Devi, död 1850, var Nepals drottning mellan 1847 och 1850, gift med kung Surendra Bikram Shah.